# Folgenbeseitigungsanspruch
Der Folgenbeseitigungsanspruch ist ein gewohnheitsrechtlich anerkannter Anspruch aus dem Rechtskomplex des deutschen Staatshaftungsrechts. Mit ihm kann rechtswidriges hoheitliches Handeln beseitigt werden, das durch den Vollzug eines Verwaltungsaktes entstanden ist, sofern der Eingriff eine Verletzung von subjektiven Rechten des Anspruchstellers darstellt.
Anders als zahlreiche andere Rechtsinstitute des Staatshaftungsrechts, die auf Geldersatzleistungen gehen, richtet sich der Anspruch auf naturale Wiederherstellung des ursprünglichen rechtmäßigen Zustands. Da es sich gerade um keinen Schadensersatzanspruch handelt, kommt eine Naturalrestitution, welche auf die Herstellung eines hypothetisch bestehenden Zustand gerichtet ist, nicht in Betracht, stattdessen ist der ursprüngliche Zustand wiederherzustellen.
Eröffnet ist der Verwaltungsgerichtsweg. In Betracht kommen vornehmlich die Anfechtungsklage, daneben die allgemeine Leistungsklage und die Verpflichtungsklage.

## Entstehungsgeschichte
Der Entwicklung des Folgenbeseitigungsanspruchs begann in der Rechtswissenschaft nach dem Zweiten Weltkrieg: Da im Krieg zahlreiche Gebäude zerstört wurden, bestand ein Mangel an Wohnraum. Die öffentliche Hand wies Obdachlose daher regelmäßig in fremden Wohnraum ein. In einigen Fällen stellten sich solche Einweisungen nachträglich als rechtswidrig heraus, weswegen sie aufgehoben wurden. Bei anderen entfielen nachträglich die Voraussetzungen der Einweisung, etwa weil die Maßnahme zeitlich befristet war. Die von der Einweisung betroffenen Eigentümer begehrten in solchen Fällen, dass die verantwortliche Behörde die Eingewiesenen wieder auswies. Das Gesetz bot ihnen jedoch keinen geeigneten Anspruch, um dieses Ziel zu erreichen. Aus § 113 Abs. 1 Satz 2 der Verwaltungsgerichtsordnung (VwGO) ergibt sich für den Adressaten eines rechtswidrigen Verwaltungsakts das Recht, nach Aufhebung des Verwaltungsakts die Beseitigung der unmittelbaren Folgen dessen Vollzugs zu fordern. Diese Norm begründet jedoch keinen Beseitigungsanspruch, sondern beschreibt lediglich eine Möglichkeit, einen Anspruch gerichtlich durchzusetzen. Somit fehlte es an einem öffentlich-rechtlichen Beseitigungsanspruch. Um dieses Defizit im Rechtsschutz zu beheben, begann die Rechtswissenschaft, einen Anspruch zu konstruieren, der die öffentliche Hand verpflichtete, rechtswidrige Folgen hoheitlichen Handelns zu beseitigen.
In der Folge entstanden unterschiedliche Ansätze, um auf Grundlage des geltenden Rechts einen Folgenbeseitigungsanspruch zu entwickeln: Teilweise wird eine Analogie zu den bürgerlich-rechtlichen Abwehransprüchen aus § 1004, § 12 und § 862 des Bürgerlichen Gesetzbuchs (BGB) herangezogen, teilweise das Rechtsstaatsprinzip und der Grundsatz der Gesetzmäßigkeit der Verwaltung, der sich aus Art. 20 Abs. 3 des Grundgesetzes (GG) ableitet. Teilweise berief sich die Rechtsprechung auch auf allgemeine Grundsätze des Verwaltungsrechts. Die mittlerweile vorherrschende Auffassung geht davon aus, dass sich der Folgenbeseitigungsanspruch aus den Grundrechten ergibt; teilweise wird zusätzlich die Garantie des effektiven Rechtsschutzes aus Art. 19 Abs. 4 GG herangezogen. Diese Auffassung argumentiert, dass die Grundrechte dem Bürger die Abwehr hoheitlicher Eingriffe in ihre Rechtssphäre ermöglichen sollen. Damit diese Abwehrfunktion effektiv durchgesetzt werden könne, umfassen die Grundrechte auch einen Anspruch auf Beseitigung der Folgen eines Eingriffs, sofern sich dieser als rechtswidrig herausstellt.
Kodifiziert wurde ein Anspruch auf Folgenbeseitigung in der Bundesrepublik Deutschland erstmals im 1982 in Kraft getretenen Staatshaftungsgesetz. Diese Regelung wurde jedoch vom Bundesverfassungsgericht am 19. Oktober 1982 wegen der fehlenden Gesetzgebungskompetenz des Bundes für verfassungswidrig erklärt. Daher beruht der Folgenbeseitigungsanspruch gegenwärtig auf Rechtsfortbildung.

## Formen
Die Rechtswissenschaft unterscheidet zwei Formen des Folgenbeseitigungsanspruchs: Sofern die Folgen eines Verwaltungsakts beseitigt werden sollen, spricht sie von einem Vollzugsfolgenbeseitigungsanspruch. Auf das übrige Verwaltungshandeln, etwa Realakte, findet hingegen der allgemeine Folgenbeseitigungsanspruch Anwendung. Von Bedeutung ist dieser etwa bei Immissionen, die von hoheitlichen Einrichtungen aus wirken.
Beide Ansprüche weisen dieselben Tatbestandsmerkmale auf. Ein Unterschied ergibt sich allerdings in prozessualer Hinsicht: Während der Vollzugsfolgenbeseitigungsanspruch gemäß § 113 Abs. 1 Satz 2 VwGO als Annex zu einer Anfechtungsklage geltend gemacht werden kann, wird der allgemeine Folgenbeseitigungsanspruch im Rahmen von allgemeiner Leistungsklage oder Verpflichtungsklage geltend gemacht.

## Anspruchsvoraussetzungen

### Hoheitliches Handeln
Der Folgenbeseitigungsanspruch erfordert ein Handeln öffentlich-rechtlicher Natur, etwa von einer Verwaltungsbehörde oder einem Beliehenen. Nicht erfasst sind allerdings richterliche Entscheidungen, die in Rechtskraft erwachsen sind, sowie Akte des Gesetzgebers. Bei privatrechtlichem Handeln sind die Abwehransprüche des bürgerlichen Anspruchs unmittelbar einschlägig, sodass es eines öffentlich-rechtlichen Anspruchs nicht bedarf.
Stets um hoheitliches Handeln handelt es sich beim Rückgriff auf spezifische Handlungsformen des öffentlichen Rechts, etwa in Form eines Verwaltungsakts. Hierbei handelt es sich gemäß § 35 Satz 1 des Verwaltungsverfahrensgesetzes (VwVfG) um eine verbindliche Regelung eines Einzelfalls, die gegenüber einem Bürger in Wahrnehmung einer hoheitlichen Funktion ergeht. Eine weitere Handlungsform des öffentlichen Rechts stellt der Abschluss eines öffentlich-rechtlichen Vertrags gemäß § 54 Satz 1 VwVfG dar.
Hoheitliches Handeln kann weiterhin den Charakter eines Realakts besitzen. Dies bezeichnet rein tatsächliches Handeln, das in keiner Rechtsform erfolgt. Um einen Realakt handelt es sich beispielsweise bei Geräuschimmissionen eines Spielplatzes. Da es an einem rechtsförmigen Handeln fehlt, lässt sich nicht jeder Realakt, der von einem Hoheitsträger ausgeht, als hoheitliches Handeln qualifizieren; dessen Handeln kann auch dem Privatrecht zuzuordnen sein. Die Rechtsprechung grenzt hoheitliche Realakte von privatrechtlichen anhand ihres Sachzusammenhangs ab. Bei Lärm, der von einem öffentlichen Spielplatz ausgeht, handelt es sich beispielsweise um hoheitliches Handeln, wenn die Geräuschimmissionen innerhalb der von der Gemeinde vorgesehenen typischen Nutzung des Platzes ausgehen. Äußerungen eines Hoheitsträgers stellen hoheitliches Handeln dar, wenn sie in Wahrnehmung einer hoheitlichen Funktion erfolgen.

### Rechtseingriff
Das hoheitliche Handeln muss zu einem Eingriff in ein subjektives Recht des Anspruchsstellers führen. Als ein solches Recht kommt jede Rechtsposition in Betracht, die zumindest auch dem Anspruchssteller zugewiesen ist. Dies trifft etwa auf Grundrechte zu. Sofern der Staat etwa einen Bürger mit Geräuschimmissionen belästigt, liegt hierin eine Verletzung seines durch Art. 14 GG geschützten Eigentumsrechts.

### Rechtswidriger Zustand
Das hoheitliche Handeln muss weiterhin zu einem rechtswidrigen Zustand zulasten des Anspruchsstellers führen. Unerheblich ist hingegen, ob das hoheitliche Handeln ursprünglich rechtmäßig gewesen ist. Ein Zustand ist rechtswidrig, soweit der Bürger nicht dazu verpflichtet ist, ihn zu dulden.
Duldungspflichten können sich aus Gesetz ergeben. So enthält § 906 Abs. 1 Satz 1 BGB beispielsweise die Pflicht, lediglich geringfügig störende Immissionen zu dulden. Duldungspflichten ergeben sich auch, wenn eine Einwilligung des Betroffenen oder die Wahrnehmung berechtigter Interessen der Rechtswidrigkeit einer Maßnahme entgegenstehen. Zur Duldung können zudem Verwaltungsakte und öffentlich-rechtliche Verträge verpflichten. So verpflichtet etwa eine Verfügung, die Obdachlose in ein Gebäude einweist, dessen Eigentümer dazu, die Einweisung hinzunehmen.
Der zu beseitigende rechtswidrige Zustand muss im Zeitpunkt der Geltendmachung des Anspruchs bestehen. Hieran fehlt es beispielsweise, wenn ein ursprünglich rechtswidriger Zustand nachträglich legalisiert wird, etwa durch eine Widmung.

### Möglichkeit und Zumutbarkeit der Beseitigung
Die Beseitigung des Zustands muss schließlich durch die Behörde tatsächlich und rechtlich möglich sein. Rechtliche Unmöglichkeit liegt hingegen vor, wenn ein rechtswidriger Zustand wiederhergestellt werden soll. Ebenfalls rechtlich unmöglich kann die Folgenbeseitigung sein, wenn sie einen hoheitlichen Eingriff in das Recht eines Dritten voraussetzt. Dies trifft beispielsweise zu, wenn ein Obdachloser, der befristet in ein Gebäude des Anspruchsstellers eingewiesen worden ist, nach Ablauf der Frist dort verbleibt. Die zuständige Behörde kann den Obdachlosen mithilfe einer Räumungsverfügung aus der Wohnung ausweisen. Hierbei handelt es sich um eine allgemeine Gefahrenabwehrmaßnahme, die nur ergriffen werden darf, wenn die Tatbestandsvoraussetzungen der polizei- und ordnungsrechtlichen Generalklausel vorliegen. Sofern dies nicht zutrifft, ist es der Behörde aus Rechtsgründen unmöglich, den rechtswidrigen Zustand zu beseitigen.
Um einen Fall tatsächlicher Unmöglichkeit handelt es sich etwa bei der Beseitigung einer hoheitlichen rechtswidrigen Äußerung, da eine solche nicht zurückgenommen werden kann.
Unzumutbar ist die Beseitigung, wenn sie einen Aufwand oder Kosten erforderte, die in keinem angemessenen Verhältnis zum Interesse des Bürgers an der Wiederherstellung des rechtmäßigen Zustands stehen. Dies nahm die Rechtsprechung beispielsweise an, als ein Bürger die Beseitigung einer Straße forderte, die zu Unrecht auf einem mehrere Zentimeter breiten Streifen seines Grundstücks gebaut wurde.

## Anspruchsinhalt
Der Folgenbeseitigungsanspruch dient dazu, den Zustand wiederherzustellen, der vor dem hoheitlichen Eingriff bestanden hat (sog. status quo ante). Dieses Anspruchsziel kann auf unterschiedliche Weise verwirklicht werden. Zum einen kann vom Hoheitsträger verlangt werden, dass er die gegenwärtige Beeinträchtigung beendet, die unmittelbare Folge des Eingriffs ist, sowie künftige unterlässt. Zum anderen kann er dazu verpflichtet werden, durch aktives Tun den früheren Zustand wiederherzustellen. Im Bereich unwahrer Tatsachenbehauptungen oder anderen verletzenden Äußerungen geschieht dies in der Regel durch einen Widerruf oder die Richtigstellung der Aussage.
Sofern der Folgenbeseitigungsanspruch aus rechtlichen oder tatsächlichen Gründen ausgeschlossen ist, kann der Bürger einen Anspruch auf Schadensersatz haben.
Auf den Folgenbeseitigungsanspruch findet nach Auffassung der Rechtsprechung die Regelung des § 254 BGB analoge Anwendung. Nach dieser Norm wird der Anspruch des Anspruchsstellers in seinem Umfang gekürzt, sofern diesen ein Mitverschulden hinsichtlich der Schaffung des Zustands trifft. Dies trifft beispielsweise zu, wenn die Beschädigung einer Mauer sowohl auf Straßenbauarbeiten als auch auf Maßnahmen des Eigentümers zurückzuführen ist. Die Analogie stützt die Rechtsprechung darauf, dass § 254 BGB einen allgemeinen Rechtsgedanken zum Anspruch bringe. Eine Anspruchskürzung kommt in Betracht, soweit sich der Folgenbeseitigungsanspruch auf eine teilbare Leistung richtet. Ist die Leistung hingegen unteilbar, weil sie sich etwa auf die Durchführung einer Baumaßnahme richtet, ist der Anspruch auf Folgenbeseitigung bei Vorliegen von Mitverschulden insgesamt ausgeschlossen. Stattdessen erhält der Bürger Anspruch analog § 251 BGB auf Zahlung eines Geldbetrags, der zur Folgenbeseitigung erforderlich ist. Dieser Betrag wird um die Verschuldensquote des Anspruchsstellers gekürzt.

## Prozessuales
Prozessual wird der Anspruch gemäß § 40 Abs. 1 Satz 1 VwGO auf dem Verwaltungsrechtsweg durchgesetzt.
Der Anspruch unterliegt der Regelverjährung. Diese beginnt gemäß § 199 BGB Abs. 1 BGB mit dem Ende des Jahres, in dem der Geschädigte von den Anspruchsvoraussetzungen Kenntnis erlangt oder fahrlässig verkennt und beträgt gemäß § 195 BGB drei Jahre. Kennt der Geschädigte die Voraussetzungen nicht und kann ihm seine Unkenntnis auch nicht vorgeworfen werden, verjährt der Anspruch gemäß § 199 Abs. 3 Nummer 1 BGB spätestens innerhalb von zehn Jahren nach Eintritt des rechtswidrigen Zustands.